# アズレージョ

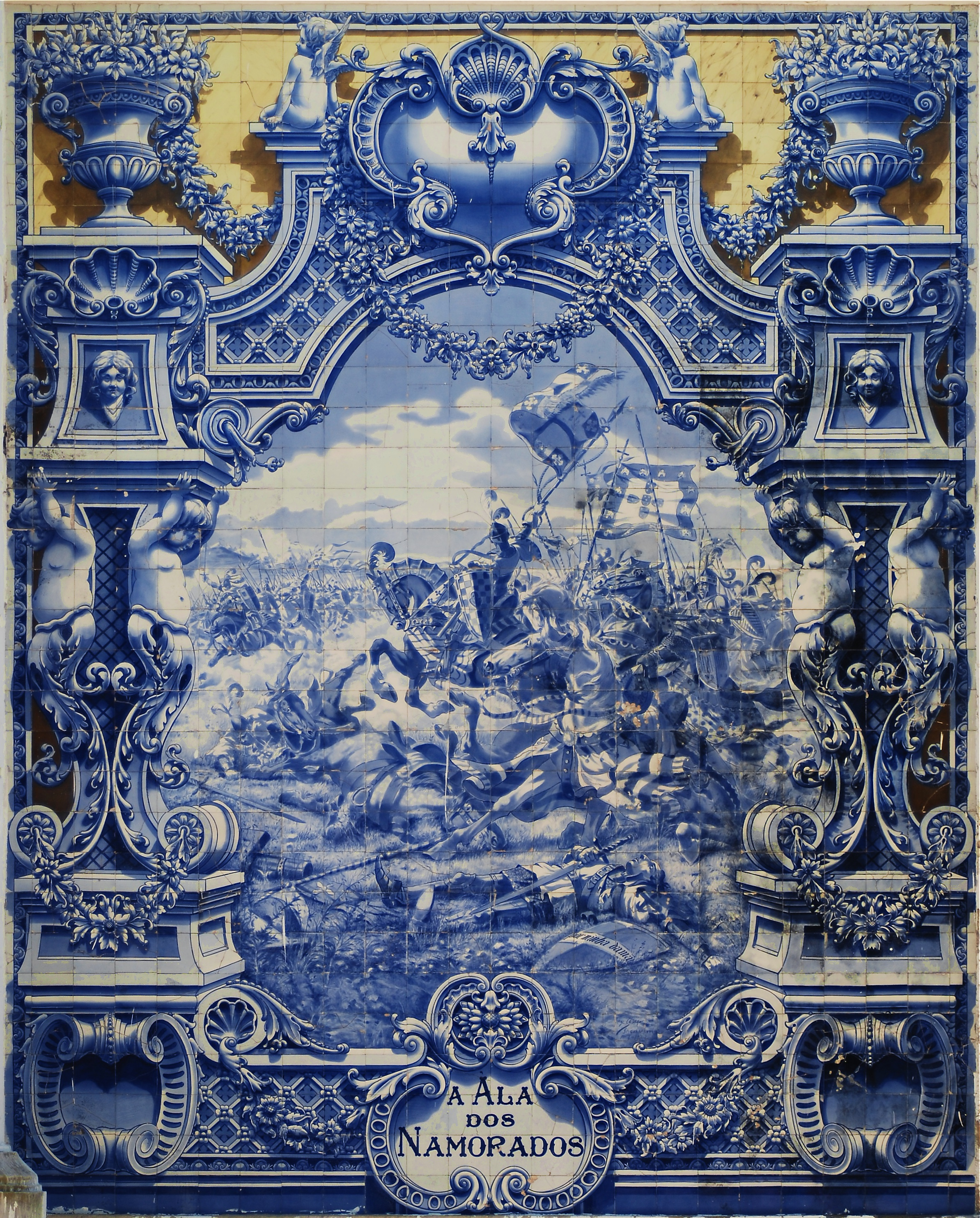
ジョルジェ・コラソ作のタイルによるパネル『A Ala dos Namorados』。アルジュバロータの戦いを描写したもの

アズレージョ （ポルトガル語:azulejo、スペイン語ではアスレホ）は、ポルトガル・スペインのタイル。14世紀にイスラム教徒によってスペインにもたらされ、アンダルシアで生産した色柄タイルで、16世紀以降、ポルトガルで多用されるようになった。とくにタピスリーのような絵画的表現に特徴がある。アズール（青）に由来する名称。
途絶えることなしに5世紀もの間生産され続け、ポルトガル文化の典型的な要素となった。
ポルトガルへ行けばどこでも、アズレージョは教会、宮殿、一般の家の内や外、鉄道駅や地下鉄駅でさえも見られる。アズレージョは、壁や床、天井でさえも使われるように、ポルトガル建築の多くで主要な要素となっている。装飾用に使用されるのみでなく、一般の家の室温管理のような特別な機能能力を持つ。アズレージョの多くは、ポルトガル史の歴史的・文化的要素を記録しているのである。

## 歴史

### 15世紀

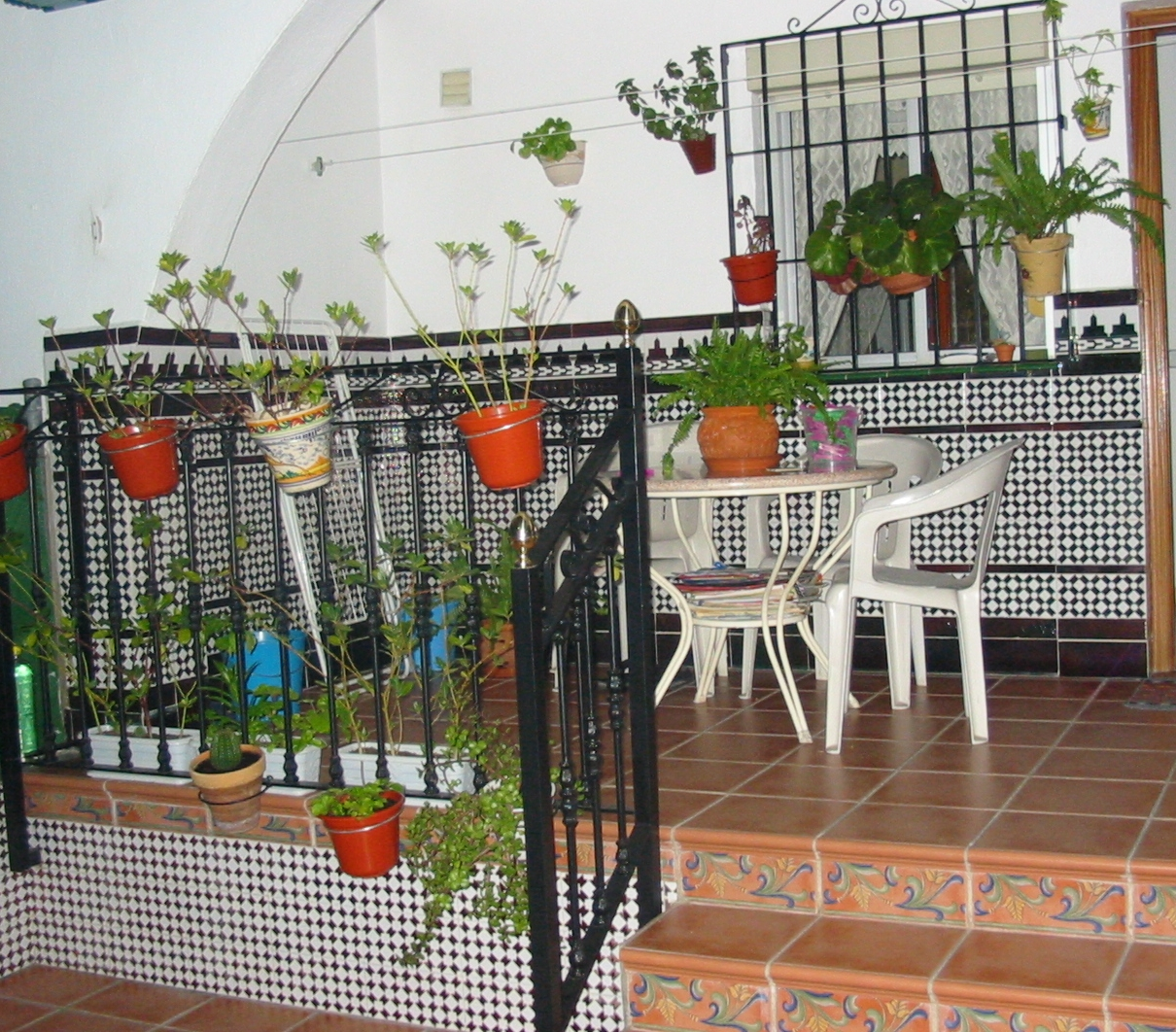
アズレージョで飾られた、伝統的なアンダルシア地方の家

この芸術は、スペインを経由してムーア人からポルトガルにもたらされた。ムーア人らはペルシャ人から工芸を習得した。アズレージョという言葉は、アラビア語の: الزليج (al zulayj)に由来する。琺瑯で覆われた素焼きであるゼリージュ（Zellige）という言葉は、磨かれた石を意味する。この発祥は、多くのタイルにおいてまぎれもなくアラビアの影響を受けていることを表す。組み合う曲線、幾何学的であったり花のモチーフを使用することなどである。セビーリャは、ヒスパノ＝モレスク焼タイル産業の主要産地となり、cuerda seca （一連にして乾かす）とcuencaという古い技術が用いられた。

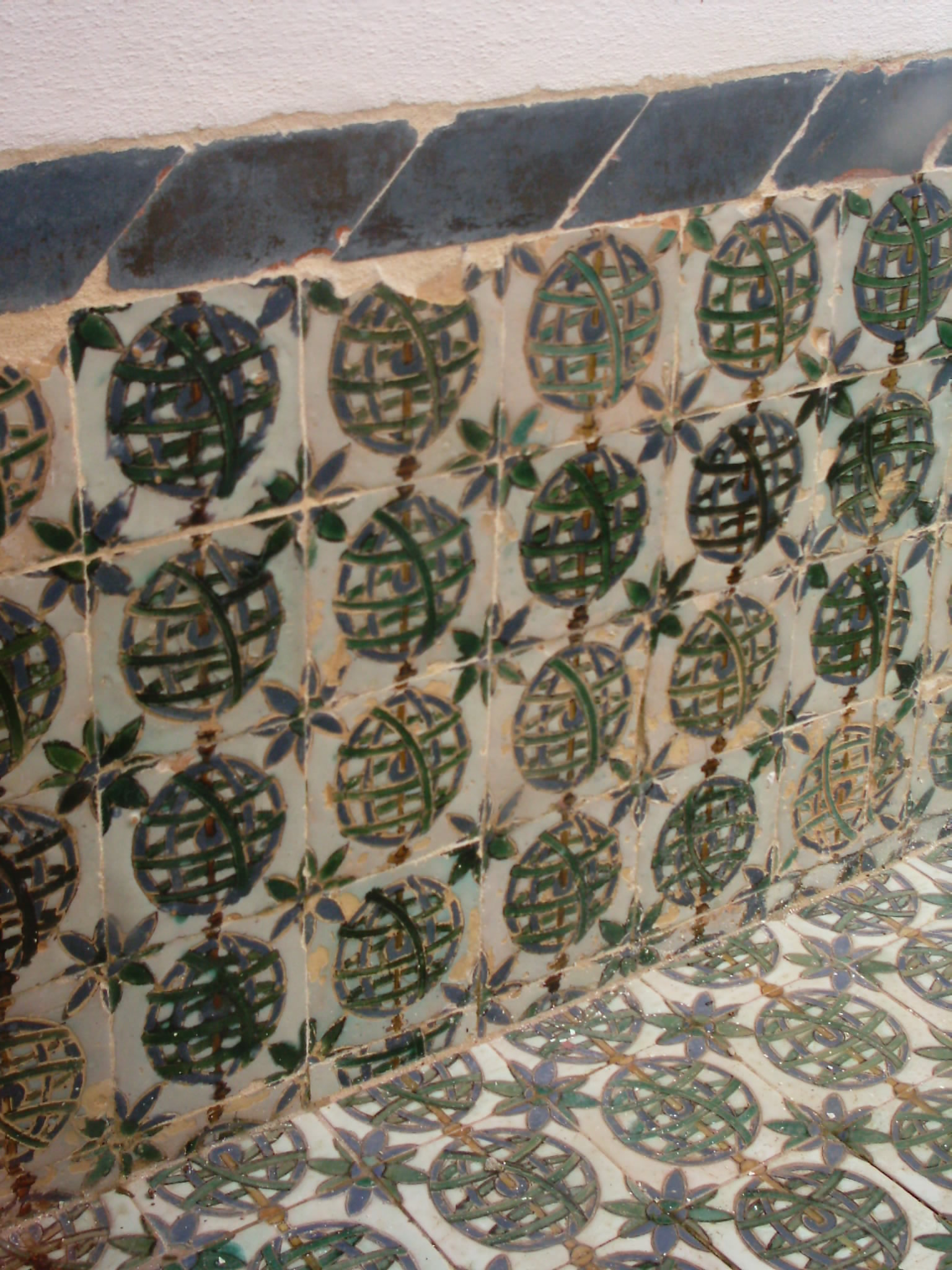
シントラ宮殿にあるCuencaタイル

15世紀の初期のアズレージョは、一連にして乾かしたタイル（cuerda seca）と、ムーア人伝承のazulejos alicatados （タイル・モザイクの衝立）であった。これらは、1503年にセビーリャを訪問したポルトガル王マヌエル1世が、帰国してからセビーリャから輸入した物である。これらは単色の上薬をかけられ、幾何学的な模様で装飾されていた。壁に貼られたり、床に敷き詰めたりされた。シントラ宮殿にあるアラブ風の間が特に知られている。ポルトガル人たちは、ムーア人のhorror vacui （あいた空間の恐怖）の伝統を引き継ぎ、壁をアズレージョで完全に覆い隠した。

### 16世紀
アズレージョは15世紀後半から16世紀初頭まで、壁を覆うという目的で盛んに用いられた。16世紀ヒスパノ＝モウリスコス風アズレージョの秀逸なコレクションは、ポルトガルの町ベージャにあるレイニャ・ドニャ・レオノール博物館で見ることができる。
1415年にポルトガルがセウタを攻略した後、彼らはアズレージョ技術を自分たちで伝えるようになった。しかし、16世紀半ばまでは、ポルトガル人は輸入された外国産タイルに頼っていた。ほとんどはスペイン産だが、アントウェルペン産、イタリア産のものもわずかにあった（アレンテージョ地方のヴィラ・ヴィソサにあるヤン・ボゲートによる2つの背障はフランドル産タイルを使用している。また、エヴォラにあるフランシスコ・ニクロソによる被昇天はイタリア産タイルである）。
スペイン、フランドル、イタリアから陶工らが16世紀初頭にポルトガルへやってきて、ポルトガル国内に工房ができ、彼らはルネサンス期に発祥したマヨリカ焼（Maiolica）技術を持ち込んだ（これにより、タイルに直接色をつけることが可能となった）。この技術で、多くの芸術家たちが構図の上で比喩的テーマを数多く表すことが可能になった。

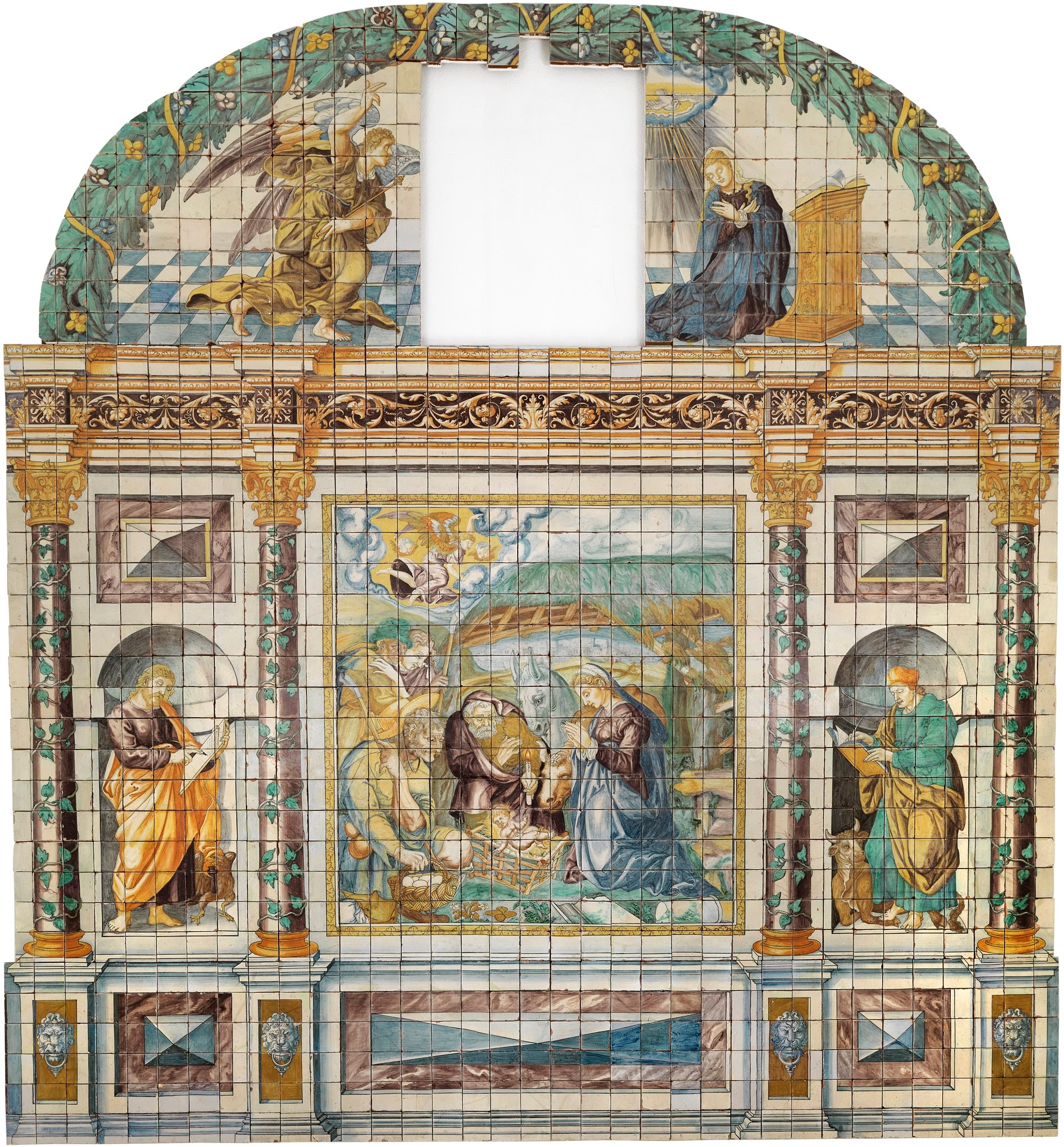
マルサル・デ・マトス『スザンナと長老たち』

16世紀の古いポルトガル人親方の一人はマルサル・デ・マトスで、バルカリョア邸の『スザンナと長老たち』（1565年）を創り、『羊飼いの崇敬』（リスボン・国立アズレージョ博物館所蔵）も創った。リスボンのサン・ロッケ教会内にある『聖ロクスの奇跡』は、1584年にできたポルトガルでの初めてのアズレージョを組み合わせた構成図であった。それは、フランシスコ・デ・マトス（おそらくマルサル・デ・マトスの甥で弟子）の作である。どちらも、イタリアとフランドルから入ってきた、ルネサンスとマニエリスムの絵画・エングレービングに触発されて作られた。

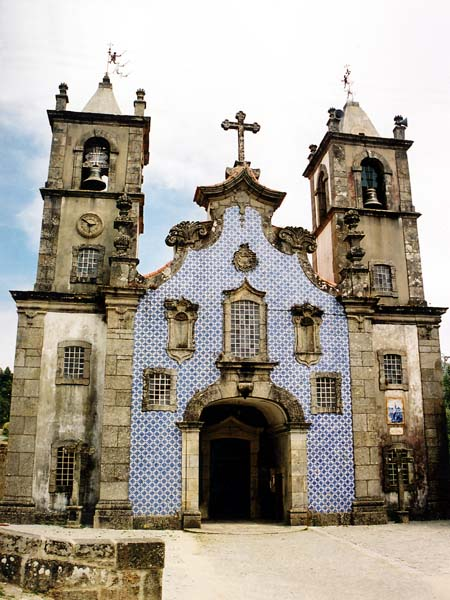
ヴォウゼラのマトリス・デ・カンブラ教会ファサードの、色とりどりのアズレージョ

これはセラミックスの歴史において際立った反響であった。ルネサンス様式の多彩色の上薬をかけたタイル（azulejo renascentista、サン・ロッケ教会に使用された物）、のちにマニエリスム様式のタイル（azulejo maneirista、アマロ礼拝堂に使用された物）などがこの頃の代表作である。アズレージョのほとんどに、寓話やギリシャ神話、聖書の一場面、聖人の生涯や狩猟風景などが描かれた。サン・ロッケ教会には、セビーリャの工房の様式であるダイアモンドを四隅に打ったアズレージョ（ponta de diamante、トロンプルイユ効果とグロテスク装飾を見せるダイアモンドが使われる）が見られる。これら怪奇な表現を含むグロテスク装飾は、18世紀最後までしばしば用いられた。
16世紀後半、色とりどりのアズレージョ（azulejos enxaquetado）は、教会、修道院などの表面大部分で装飾として使用された。斜め対角にある白色タイルは青い角タイルと狭い横縞タイルで囲まれている。

### 17世紀
すぐあとに、これらの白い単色タイルは多彩色タイル（enxaquetado rico）に取って代わられた。これはしばしば複雑な構造に使われた（サンタレンにあるサンタ・マリア・デ・マルヴィラ教会のアズレージョ装飾は、ポルトガルで最も顕著なタイルによる室内装飾である）。
対角タイルが水平多彩色タイルの反復模様に取って代わった時、一方は違ったモチーフのある新たなデザインを手に入れることができた。バラ・ツバキ（時にはバラ・花輪）を描いた、マニエリスム装飾が組み合わせたものである。奉納品（en）は常にキリストや聖人の生涯からその一場面を描写していた。彼らはこれらを絨毯構図 （azulejo de tapete）と呼んだ。絨毯構図は17世紀の間大量に生産され、精巧なフリーズと縁取りで構成されていた。秀逸な例はエヴォラのサルヴァドール修道院、オブッル・デ・モンテ・アグラソのサン・キンティノ修道院、クーバのサン・ヴィセンテ修道院、コインブラの大学礼拝堂である。
祭壇正面のアンテペンディアを装飾するのに、貴重な祭壇布のデザインを真似たアズレージョを使うのは、ポルトガルではありふれたことであった。衝立は1つ、もしくは2つか3つの部分で創られていた。これらは16世紀、17世紀、18世紀に使用された。17世紀の幾つかのアンテペンディアは、オリエントの織物（キャラコや更紗）の模様をまねたものである。祭壇布の金の房飾りは、彩色縁取りタイルの黄色いモチーフによってまねられた。優れた例は、リスボンのサンタ・マルタ病院、アルモステル教会、ブサコ修道院の中で見ることができる。
同じ頃、フリーズにおいて別のモチーフが導入された。鳥、イルカ、赤ん坊が横面にある花瓶で、アルバラデスalbarradasと呼ばれた。これらはおそらく、ヤン・ブリューゲルのような、花瓶を描いたフランドル絵画から触発された物とされる。これらは17世紀の間は洒落た存在であったが、18世紀には反復的なモジュールにおいて使用された。

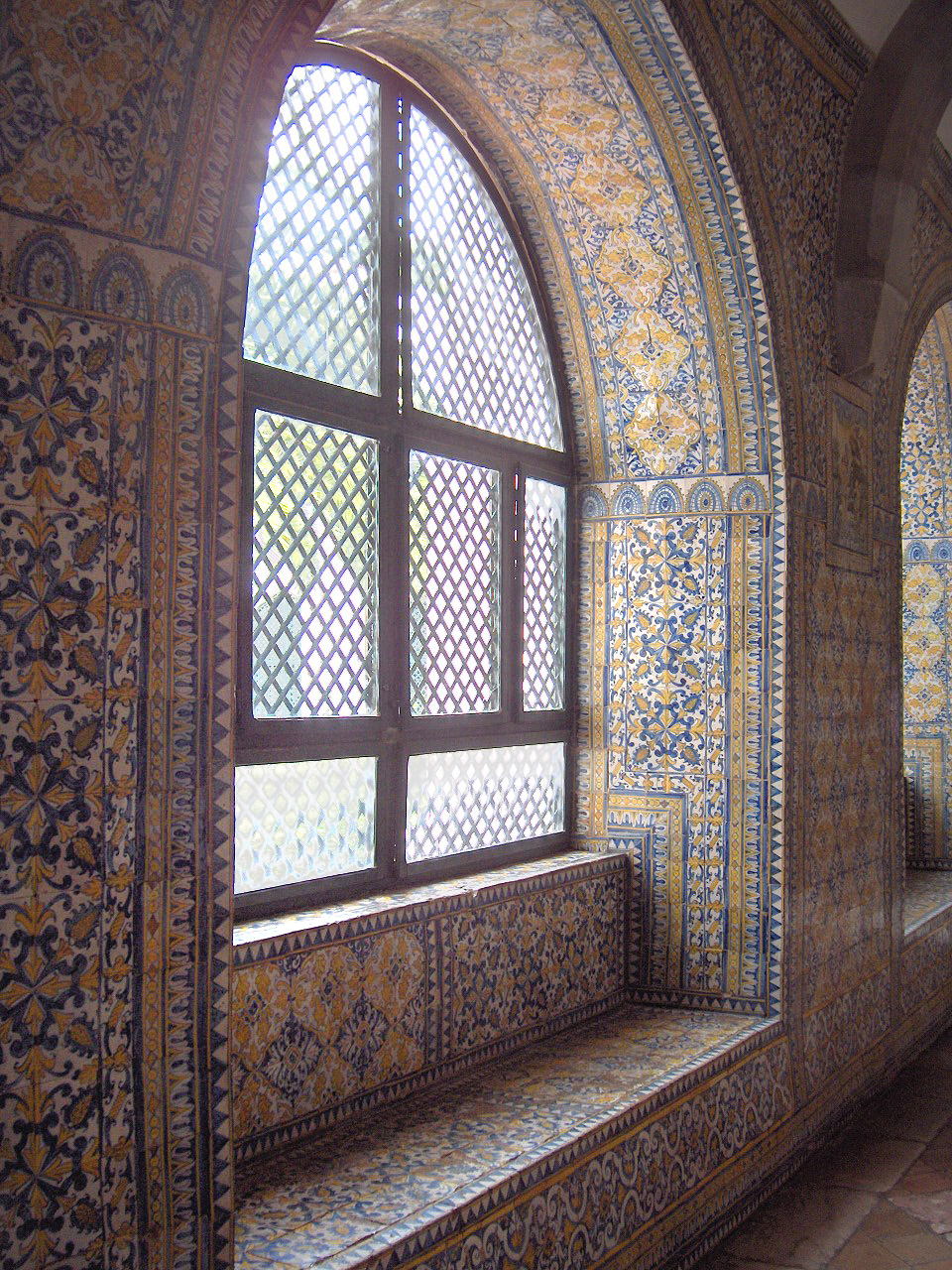
毛氈様式装飾 (レイニャ・ドニャ・レオノール博物館、ベージャ)
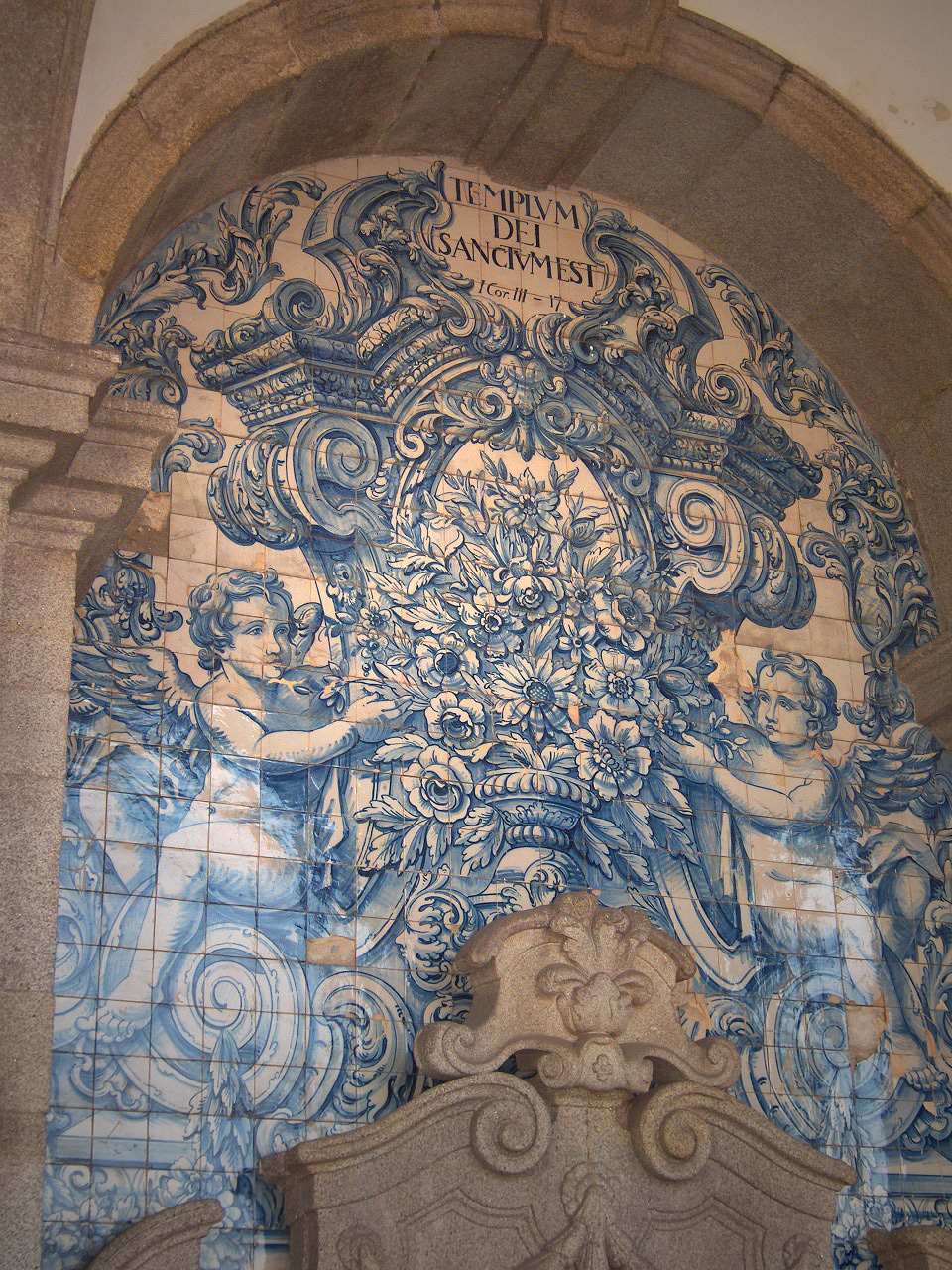
アルバラダ、ヴァレンティム・デ・アルメイダによる花瓶（1729年から1731年の間）(ポルト大聖堂)
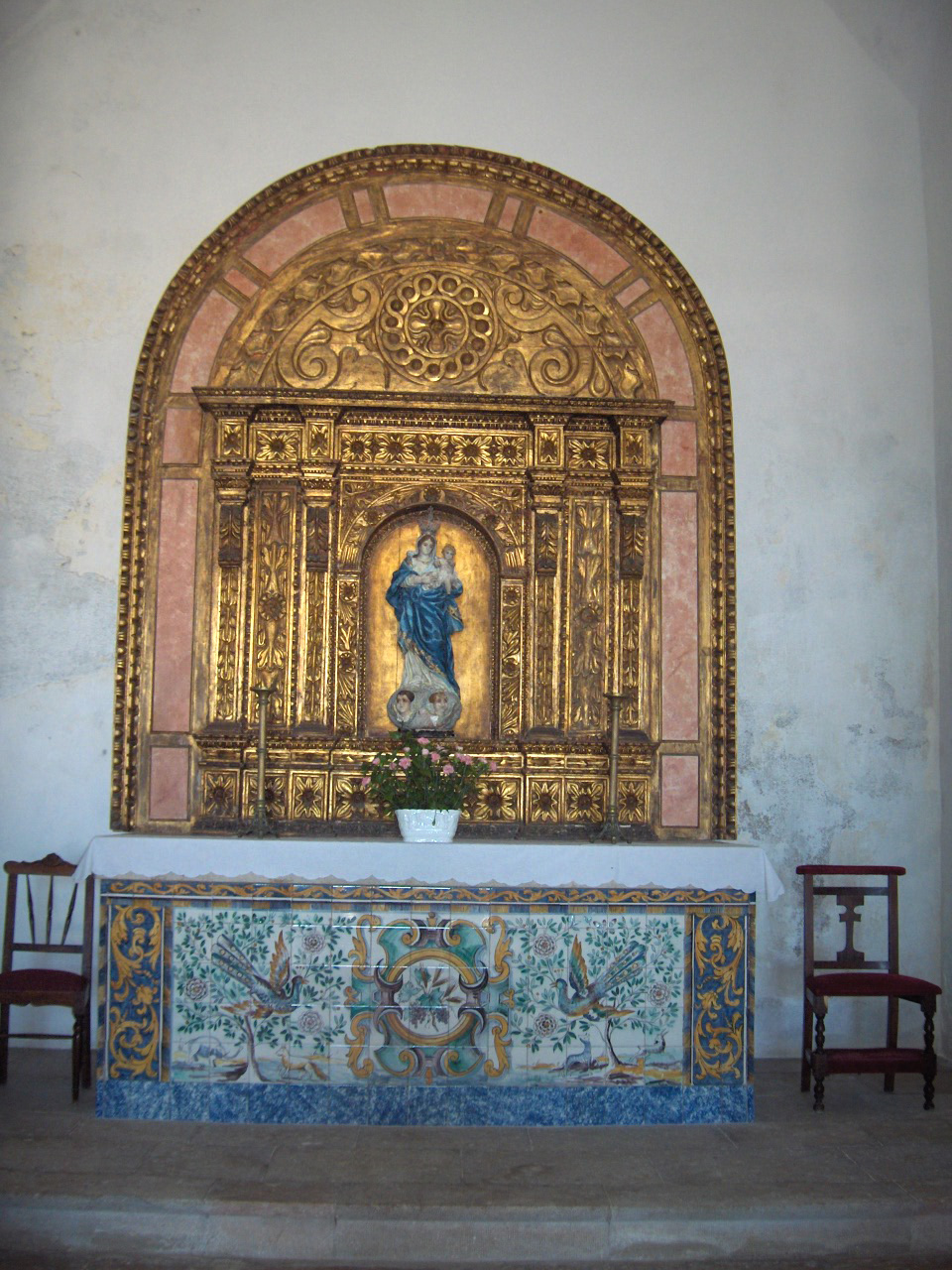
アズレージョ装飾の祭壇前飾り (サグレスのノッサ・セニョーラ・ダ・グラサ教会)

その他のアズレージョ構図は、aves e ramagens（鳥と枝）である。これは1650年から1680年の間に流行となった。インドから輸入されたプリントの反物にある意匠から影響された物である。ヒンドゥー教の象徴や花、動物や鳥が表される。
17世紀初頭、スペイン人芸術家ガブリエル・デル・バルコ・イ・ミヌスカは、デルフトからデルフト焼をもたらした。アムステルダムにあるヤン・ファン・オールトの工房とヴィレム・ファン・デル・クロートの工房は、裕福なポルトガル人顧客のため、歴史的な光景を表した巨大タイル衝立を創った（例として、リスボン市ベンフィカにあるフロンテイラ侯邸）。しかし、ペドロ2世は、1687年から1698年の間アズレージョ輸入を停止し、ガブリエル・デル・バルコ工房が生産で代わって優勢になった。オランダからの最後の生産品は、1715年に届けられた。すぐに、地元で作られた大きな青白の造形的タイルが、アカデミックな修練を積んだポルトガル芸術家によりデザインされ、流行が優勢となり、反復模様と抽象的装飾というかつての趣向は地位を奪われた。

### 18世紀

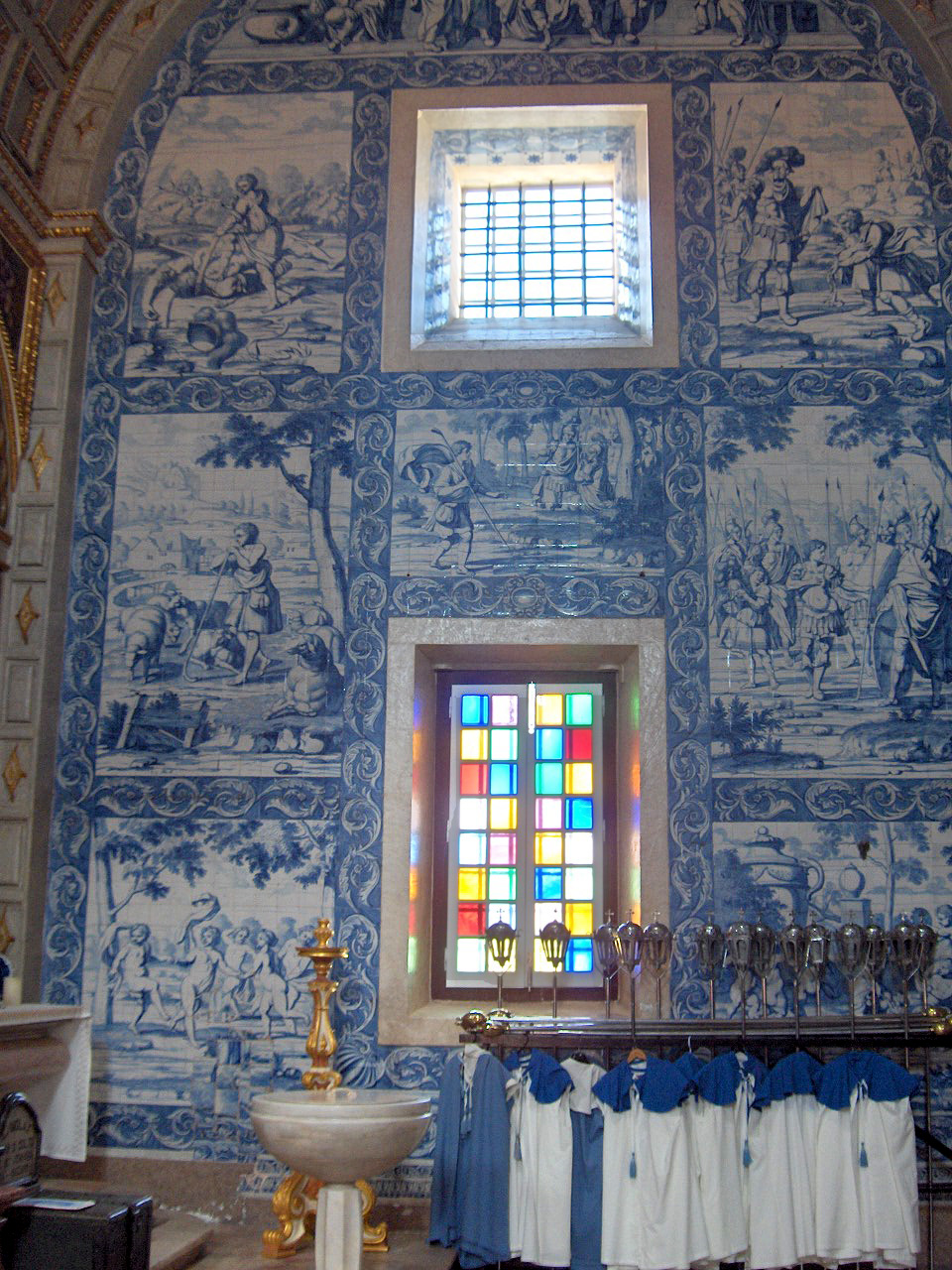
ファン・デル・クロートによるアズレージョ（1708年）。ナザレのノッサ・セニョーラ・ダ・ナザレ教会の交差廊

17世紀後半から18世紀初頭は、「巨匠の時代」（Ciclo dos Mestres）といわれるアズレージョの黄金時代となった。国内で高まる需要のみならず海外植民地ブラジルでも多くの需要があったため大量生産が開始された。大規模な一点ものの注文は繰り返しパターンを用いた安価なタイルに取って代わられた。教会、修道院、宮殿に加えて住宅でも内壁・外壁はアズレージョで覆われ、その多くは華やかなバロック様式の図案を用いたものであった。
こうした18世紀初頭に活躍した作家には、アントーニオ・ペレイラ、マヌエル・ドス・サントス、アントニオ・デ・オリヴェイラ・ベルナルデスの工房、そしてその息子ポリカルポなどがいる。さらにメストレ・PMPという頭文字のみで知られる作家とその共同製作者テオトーニオ・ドス・サントス、ヴァレンティム・デ・アルメイダ、バルトロメウ・アンツネスとその弟子ニコラウ・デ・フレイタスらも同様である。彼らの活動はジョアン5世（1706年-1750年）時代に重なるため、この時代の様式はジョアニネ様式と呼ばれた。

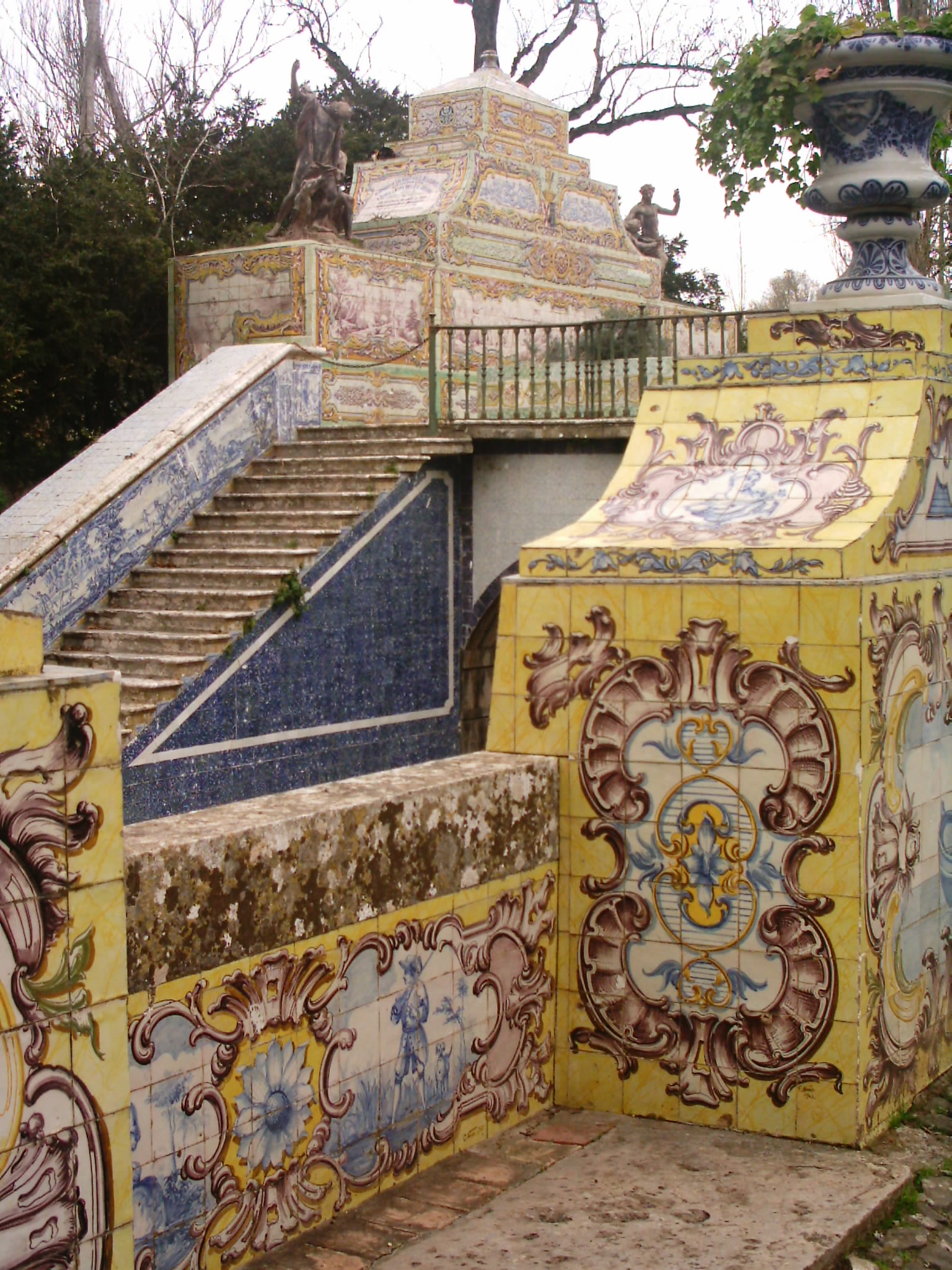
ケルス宮殿にあるロココ様式のアズレージョ

このころに最初の〈応接人物像〉（invitation figures, figura de convite）と呼ばれる図案がメストレ・PMPによって考案され、18世紀から19世紀にかけて生産されることとなった。これは等身大の人物（従者やハルバードを構えた兵士、貴族の紳士や着飾った貴婦人など）を題材として背景から切り抜かれたように造形されたアズレージョのパネルで、通常は宮殿の玄関（ミトラ宮殿など）、パティオや階段の踊り場などに設置された。訪問者を歓待するためのもので、ポルトガルでのみ見られるものである。
1740年代にはポルトガル社会の嗜好が変化し、物語を描く大きなパネルではなく、ロココ調のより小さく繊細ものが好まれるようになった。こうしたパネルの主題はフランスの画家アントワーヌ・ワトーの作品のような優美で牧歌的なものであった。リスボン・カルニデ地区のメスキテラ公邸のファサードと庭園、そしてケルス宮殿の Corredor das Mangas に優れた例を見ることができる。大量生産されたタイルではより画一的な図案が用いられ、多彩色の不規則な貝型モチーフが主流となった。
1755年のリスボン大地震後のリスボン復興事業は、装飾よりも実用的なものとしてアズレージョを用いるきっかけとなった。こうした簡素で機能重視のスタイルはリスボン復興を指揮したポンバル侯セバスティアン・デ・メロにちなんでポンバル様式として知られるようになった。また宗教的な主題を描いた小さなアズレージョのパネルが、災厄除けのお守りとして建物に取り付けられるようになった。
そうした流行の反動として、より柔和な色調による、簡素でさらに繊細な新古典主義的な図案が現われてきた。こうした主題はロバートとジェームズのアダム兄弟の版画を通じてポルトガルに紹介されたものである。工房レアル・ファーブリカ・デ・ロウサ・ド・ラト（Real Fábrica de Louça do Rato）は、図案家のセバスティアォン・イナーシオ・デ・アルメイダと画家フランシスコ・デ・パウラ・エ・オリヴェイラを擁し、ラト・タイルと呼ばれるこの時期の重要な作り手となった。この頃の重要なタイル画家としては、他にフランシスコ・ジョルジェ・ダ・コスタがいる。

### 19世紀
19世紀前半、装飾タイルの生産は不振であった。まずはナポレオン軍の侵略すなわち半島戦争、のちに社会と経済の変革が起こったためである。1840年頃ブラジルからの移民がポルトで産業化されたタイル生産を始め、ポルトガル人たちはアズレージョで自宅のファサードを飾るブラジルの様式を取り入れた。これらの工場が、単色または二色の、高品質の浮き彫りタイルを生産している間に、リスボンの工場は別の手法を用い始めた。それは、青白地に絵を転写する手法、すなわち多彩色アズレージョであった。1890年代、リスボンの工場は、クリーム色陶器の余白を用いた別の転写法を始めた。
これらの産業化された手法が、簡素で、様式化されたデザインを生み出した一方で、マヌエル・ジョアキン・デ・ジェズースや殊にルイス・フェレイラの用いた手塗りタイル芸術は廃れなかった。ルイス・フェレイラはリスボンのタイル工場ヴィウヴァ・ラメーゴの工場長で、この工場のファサード全体を寓話的一場面で覆った。彼は、トロンプ・ルイユ（騙し絵）技術を用い、花瓶、樹木、寓話的人物を描いたフェレイラ･ダス･タブレタス(Ferreira das Tabuletas)として知られるパネルの作者である。これらの手塗りタイルパネルは、19世紀後期の折衷主義ロマン文化のすぐれた実例である。

### 20世紀

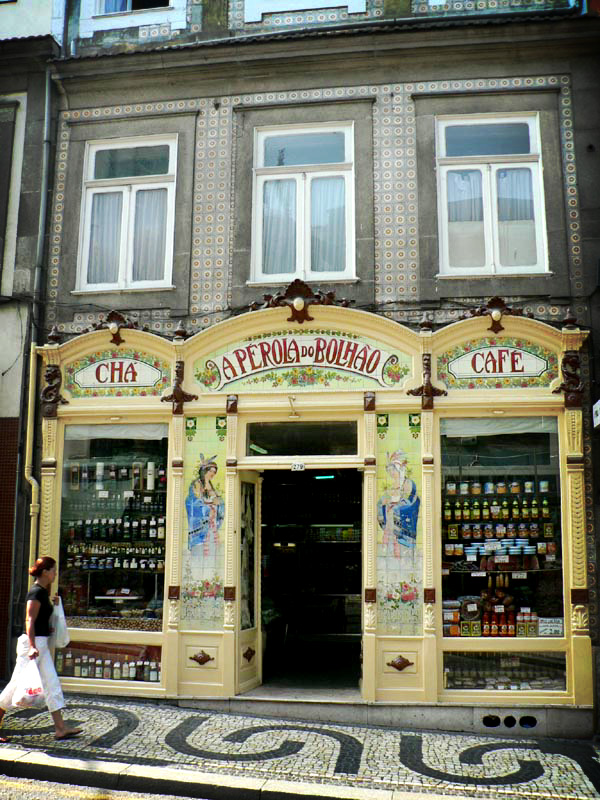
ポルトの店頭にあるアール・ヌーヴォーのアズレージョ

新しい世紀に入り、アール・ヌーヴォーのアズレージョがラファエル・ボルダロ・ピニェイロ、ジューリオ・セーサル・ダ・シルヴァ、ジョゼ・アントーニオ・ジョルジェ・ピントら芸術家らにより始まった。1885年、ピニェイロはカルダス・ダ・ライーニャにセラミックス工場を設立。そこで彼はこの都市を有名にした多くの陶器デザインを創造した。この工場に、彼は自身の想像力溢れる作品を収めたサン・ラファエル博物館をつくった。特に、装飾皿と風刺の効いた石像で知られる。
1930年代頃、アール・デコのアズレージョは、その様式第一の芸術家アントーニオ・コスタを生み出した。2万枚のアズレージョからなる記念碑的装飾は、ポルト市のサン・ベント駅構内連廊にある。作者はジョルジェ・コラソで、ロマン主義の絵はがきの如く、歴史的主題を物語っている。これは20世紀のアズレージョで最も著名な創作の一つである。サント・イルデフォンソ教会のファサードは、コラソの芸術的職人芸を表している。この時代のその他の芸術家は、マーリオ・ブランコ、シルヴェストル・シルヴェストリ（カルモ教会のファサード装飾を1912年に手がけた）、エドゥアルド・レイテ（ポルト生まれで、アルマス礼拝堂の装飾をした）である。
同時代を牽引した芸術家には、ジョルジェ・ニショルソン・モオレ・バルラダス、ジョルジェ・マルティンス、メネス、パウラ・レゴらがいる。マリア・ケイルは1957年から25年以上、リスボン地下鉄の19の駅に巨大な抽象芸術パネルをデザインした。これらの作品から、彼女は、いくらか衰退していたアズレージョ芸術の復興と修正において、活発な存在となった。インテンデンテ駅の彼女の装飾は、現代タイル芸術の傑作とされている。1988年、後進の同世代芸術家は新設の地下鉄駅装飾を委託された。ジューリオ・ポマル（アルト・ドス・モイニョス駅）、マリア・エレナ・ヴィエイラ・ダ・シルヴァ（シダーデ・ウニヴェルシターリア駅）、ロランド・サ・ノゲイラ（ラランジェイラス駅）、マヌエル・カルガレイロ（コレージオ・ミリタール駅）らである。
国立アズレージョ博物館は、リスボンにある世界最大のポルトガル・タイルのコレクションを所有する場所である。

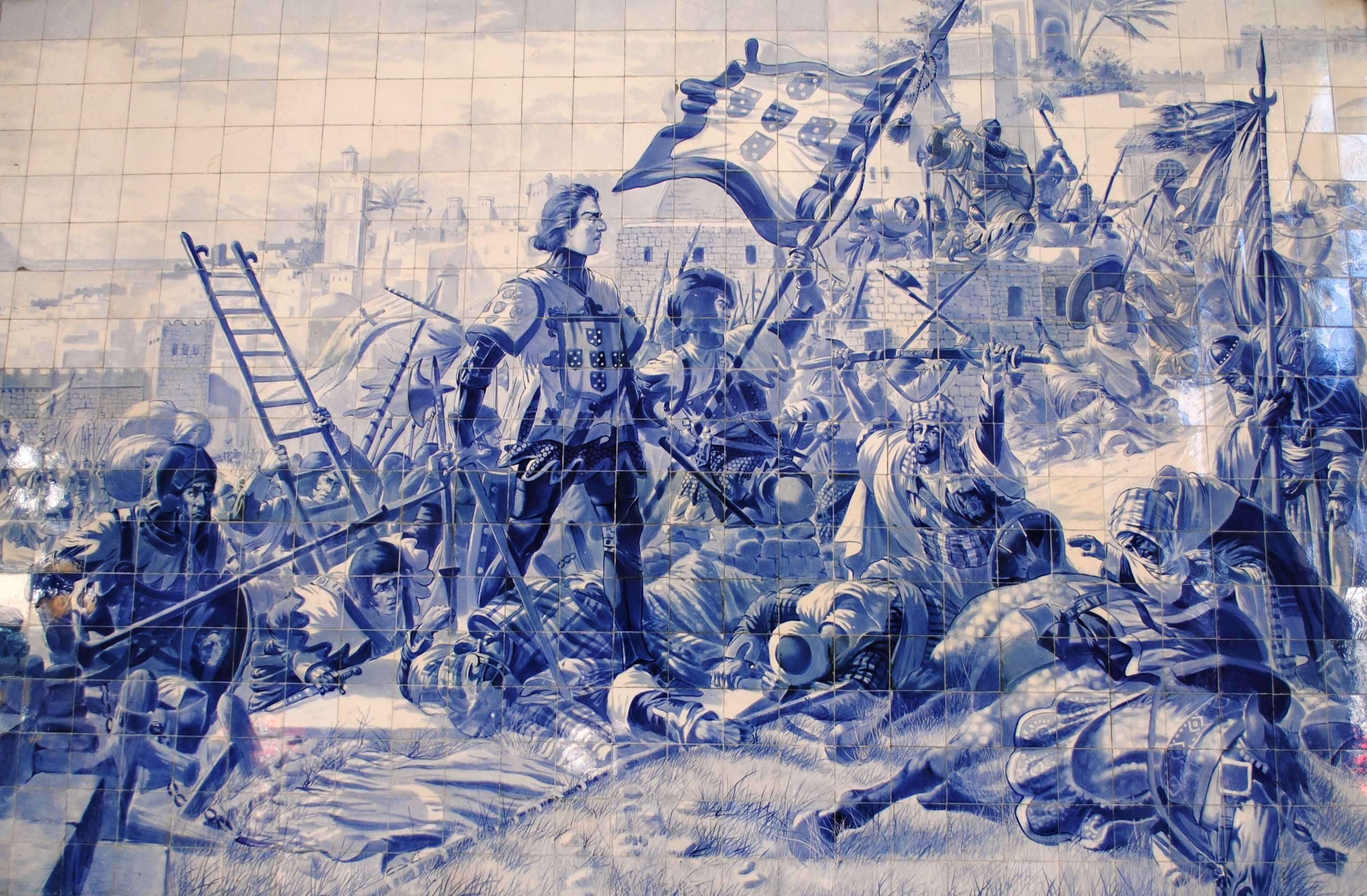
'セウタ攻略時のエンリケ航海王子(ポルト、サン・ベント駅構内のパネル)

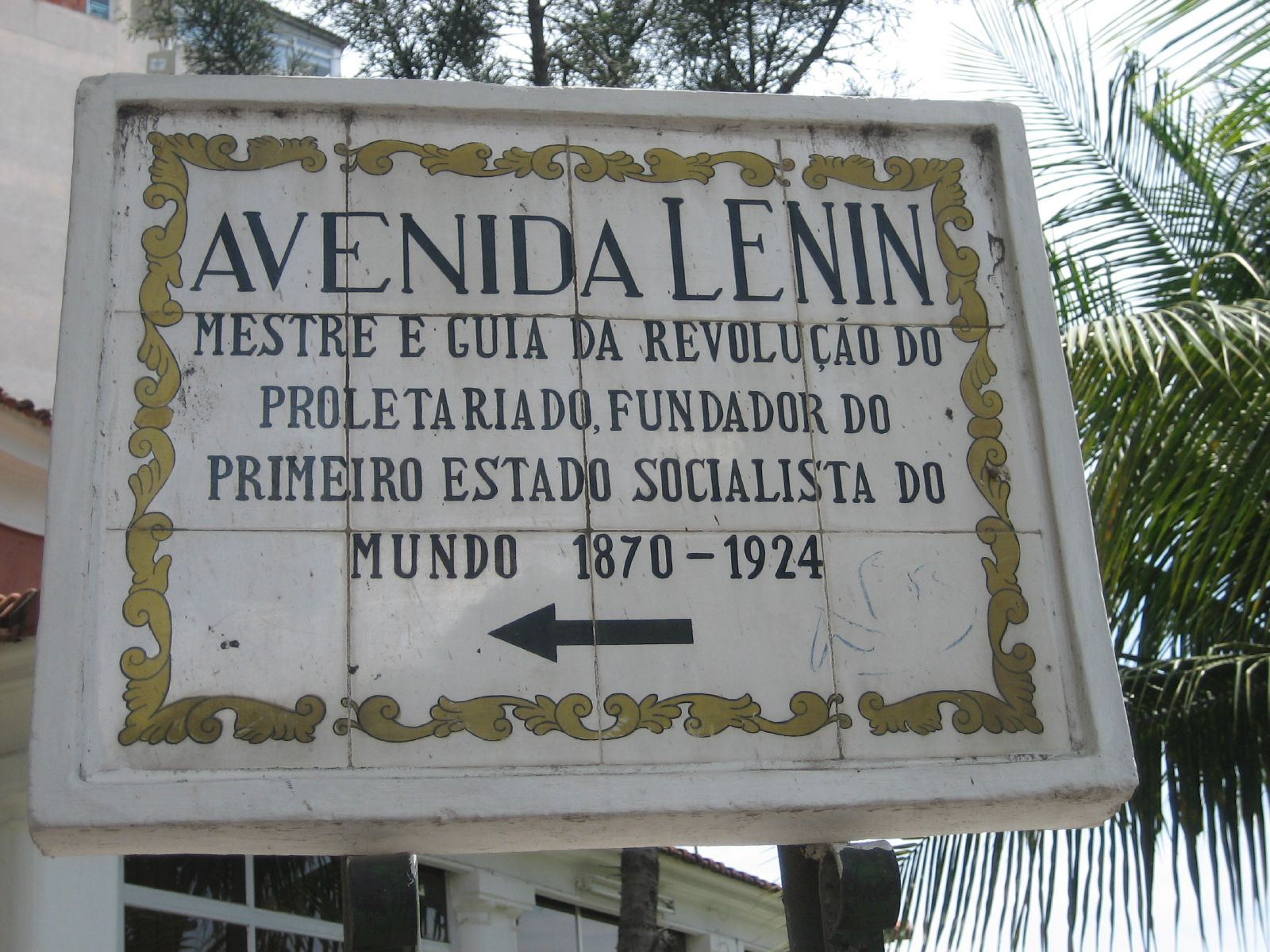
旧ポルトガル領でのアズレージョの使用例（アンゴラ・ルアンダの「レーニン大通り」の道路標示）